# Efeito estufa descontrolado
O efeito estufa descontrolado ocorre quando a atmosfera de um planeta contém gases de efeito estufa em quantidade suficiente para bloquear a radiação térmica emitida pelo planeta, impedindo seu resfriamento e a manutenção de água líquida em sua superfície. Este fenômeno, uma versão extrema do efeito estufa, é caracterizado por um limite na radiação de onda longa emitida pelo planeta, que é atingido de forma assintótica devido ao aumento das temperaturas na superfície, que evaporam água para a atmosfera, elevando sua profundidade óptica. Esse ciclo de feedback positivo impede que o planeta se resfrie por meio da radiação de onda longa, conforme descrito pela lei de Stefan-Boltzmann, resultando em aquecimento contínuo até que a radiação possa escapar fora das  bandas de absorção do vapor de água.
O efeito estufa descontrolado é frequentemente descrito considerando o vapor de água como a espécie condensável principal. Nesse cenário, o vapor de água alcança a estratosfera e escapa para o espaço por meio de escape hidrodinâmico, resultando em um planeta desidratado. Este processo provavelmente ocorreu na história inicial de Vênus.
Um estudo de 2012 sobre mudanças climáticas destacou que "a Terra atualmente absorve cerca de 240 W/m² de radiação solar. O aumento da concentração de dióxido de carbono aquece a superfície com o mesmo fluxo térmico emitido. Segundo essa teoria, não estamos próximos do limiar de um efeito estufa descontrolado. No entanto, o comportamento de atmosferas quentes e ricas em vapor de água é pouco compreendido, sendo necessário um estudo detalhado sobre essas condições."
Os autores, porém, advertiram que "nosso entendimento sobre a dinâmica, termodinâmica, transferência radiativa e física de nuvens em atmosferas quentes e úmidas é limitado", e que "não podemos descartar completamente a possibilidade de que ações humanas possam causar uma transição, se não para um efeito estufa descontrolado completo, ao menos para um estado climático muito mais quente que o atual."
Um efeito estufa descontrolado semelhante ao de Vênus tem chances praticamente nulas de ser causado por atividades humanas. Um artigo de 2013 concluiu que um efeito estufa descontrolado "poderia, em teoria, ser desencadeado por um aumento no forçamento de gases de efeito estufa", mas que "as emissões antropogênicas provavelmente são insuficientes." Condições semelhantes às de Vênus na Terra exigiriam um forçamento de longo prazo significativo, improvável até que o Sol aumente seu brilho em algumas dezenas de por cento, o que levará alguns bilhões de anos. Estima-se que a Terra experimente um efeito estufa descontrolado "em cerca de 2 bilhões de anos, com o aumento da luminosidade solar".

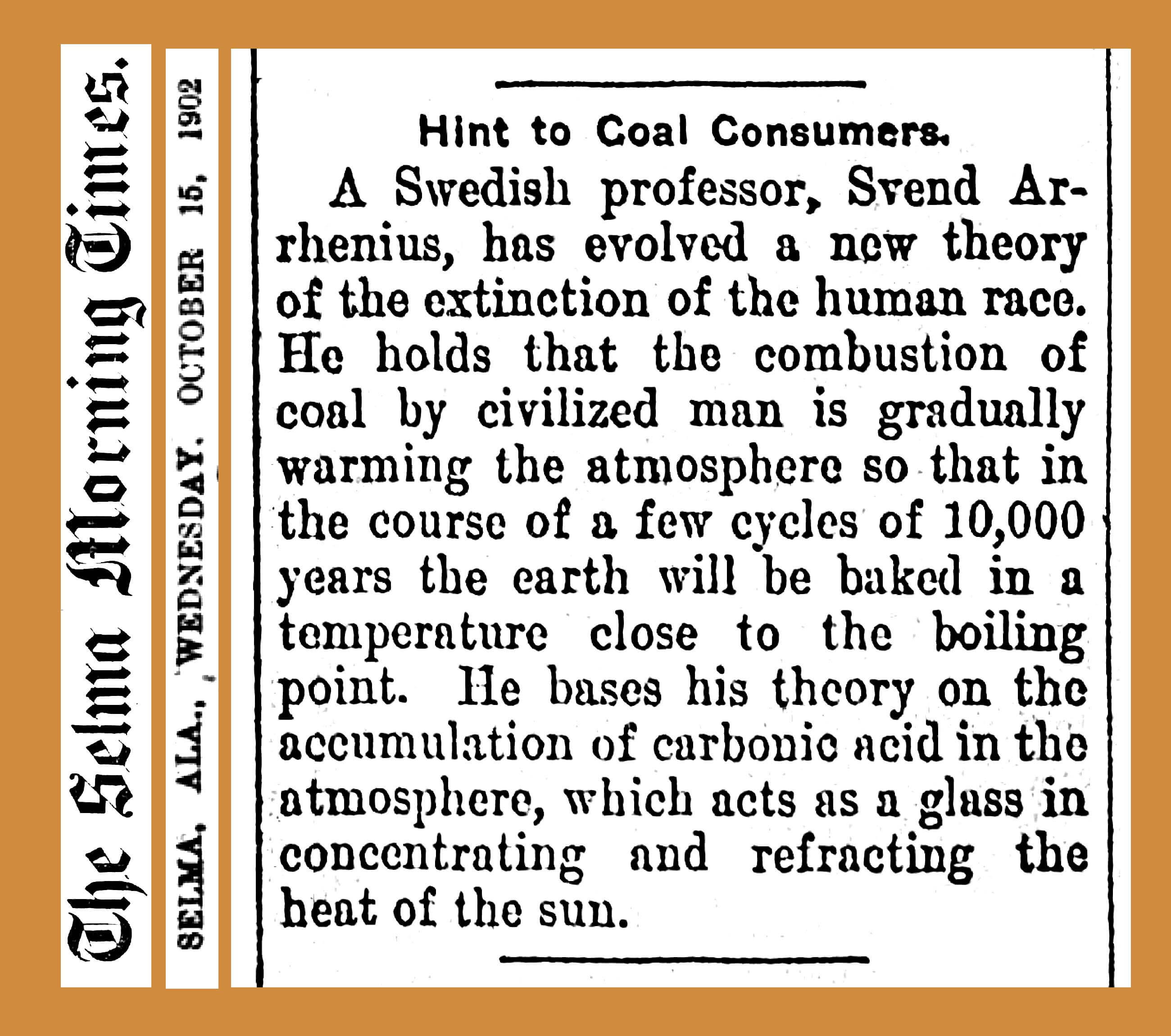
Este artigo de 1902 atribui ao químico sueco e laureado com o Nobel Svante Arrhenius a teoria de que a combustão de carvão poderia eventualmente levar a um aquecimento global capaz de causar a extinção humana.

## História
Embora o termo "efeito estufa descontrolado" tenha sido cunhado pelo cientista do Caltech Andrew Ingersoll em um artigo que descrevia um modelo da atmosfera de Vênus, a ideia inicial de um limite na radiação infravermelha emitida pela Terra foi publicada por George Simpson em 1927. A física relevante para o que mais tarde seria chamado de efeito estufa descontrolado foi explorada por Makoto Komabayashi na Universidade de Nagoya. Assumindo uma estratosfera saturada de vapor de água, Komabayashi e Ingersoll calcularam independentemente o limite na radiação infravermelha emitida que define o estado de efeito estufa descontrolado. Esse limite é agora conhecido como limite de Komabayashi–Ingersoll [en], em reconhecimento às suas contribuições.

## Física
O efeito estufa descontrolado ocorre quando gases de efeito estufa se acumulam na atmosfera por meio de um ciclo de feedback positivo a ponto de bloquear significativamente o calor radiado para o espaço, aumentando drasticamente a temperatura do planeta.

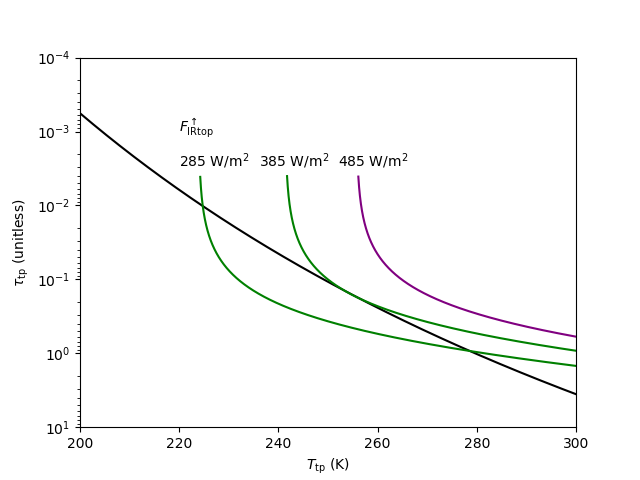
Gráfico da profundidade óptica da tropopausa em função da temperatura da tropopausa, ilustrando o limite de Komabayashi–Ingersoll de 385 W/m², utilizando equações e valores de Nakajima et al. (1992) "A Study on the Runaway Greenhouse Effect with a One-Dimensional Radiative–Convective Equilibrium Model". O limite de Komabayashi–Ingersoll é o valor da radiação de onda longa emitida (FIRtop) além do qual as linhas não se cruzam.

Esse fenômeno é frequentemente descrito em termos de como a temperatura da superfície de um planeta varia com diferentes quantidades de luz estelar recebida. Se o planeta estiver em equilíbrio radiativo, o estado de efeito estufa descontrolado é calculado como o ponto de equilíbrio no qual a água não pode existir na forma líquida. O vapor de água é então perdido para o espaço por escape hidrodinâmico. Em equilíbrio radiativo, a radiação de onda longa emitida por um planeta deve equilibrar o fluxo estelar recebido.
A lei de Stefan-Boltzmann exemplifica um ciclo de feedback negativo que estabiliza o sistema climático de um planeta. Se a Terra recebesse mais luz solar, haveria um desequilíbrio temporário (mais energia entrando do que saindo), resultando em aquecimento. No entanto, como a resposta de Stefan-Boltzmann exige que um planeta mais quente emita mais energia, um novo equilíbrio radiativo pode ser alcançado, mantendo a temperatura em um valor de equilíbrio mais alto. Feedbacks positivos no sistema climático, como o aumento do vapor de água (também um gás de efeito estufa) devido ao aquecimento, amplificam as mudanças climáticas, mas não levam necessariamente a um efeito descontrolado na Terra. Os efeitos de feedback positivo são comuns (por exemplo, o feedback do albedo de gelo [en]), mas os efeitos de fuga não surgem necessariamente de sua presença. Assim, embora a água desempenhe um papel central, o efeito estufa descontrolado não é resultado direto do feedback do vapor de água.
O efeito estufa descontrolado é definido como um limite na radiação de onda longa emitida por um planeta que, quando ultrapassado, resulta em um estado onde a água não pode permanecer líquida, levando à evaporação total dos oceanos. O vapor de água, um gás de efeito estufa eficaz, bloqueia a radiação infravermelha adicional à medida que se acumula na atmosfera. Em equilíbrio radiativo, os limites do efeito estufa descontrolado correspondem a restrições no aumento do fluxo estelar recebido necessário para desencadear o fenômeno. Dois limites foram calculados para a radiação de onda longa emitida: o limite de Komabayashi–Ingersoll e o limite de Simpson–Nakajima. Nesses valores, o efeito estufa descontrolado supera o feedback de Stefan-Boltzmann, de modo que um aumento na temperatura da superfície não eleva a radiação de onda longa emitida.
O limite de Komabayashi–Ingersoll foi o primeiro a ser derivado analiticamente, considerando apenas uma estratosfera cinzenta em equilíbrio radiativo. Uma atmosfera ou estratosfera cinzenta é uma abordagem para modelar a transferência radiativa que não considera a dependência em relação a frequência na absorção de radiação por gases. Nesse caso, a aproximação de Eddington pode ser usada para calcular fluxos radiativos. Essa abordagem foca no equilíbrio entre a radiação de onda longa emitida na tropopausa, {\textstyle F_{\text{IRtop}}^{\uparrow }}, e a profundidade óptica do vapor de água, {\textstyle \tau _{\text{tp}}}, na tropopausa, determinada pela temperatura e pressão conforme a pressão de vapor saturado. Esse equilíbrio é representado pelas seguintes equações:{\displaystyle {\begin{aligned}{\frac {1}{2}}F_{\text{IR,top}}^{\uparrow }\left({\frac {3}{2}}\tau _{\text{tp}}+1\right)&=\sigma T_{\text{tp}}^{4}\\\tau _{\text{tp}}&=\kappa _{v}p^{*}(T_{\text{tp}}){\frac {1}{g}}{\frac {m_{v}}{\overline {m}}}\end{aligned}}} A primeira representa a exigência de equilíbrio radiativo na tropopausa, e a segunda indica a quantidade de vapor de água presente. Tomando a radiação de onda longa como parâmetro livre, essas equações se cruzam apenas uma vez para um único valor da radiação, considerado o limite de Komabayashi–Ingersoll. Neste ponto, o feedback de Stefan-Boltzmann falha, pois a temperatura troposférica necessária para manter o valor do limite bloqueia a radiação necessária para resfriar a tropopausa.
O limite de Simpson–Nakajima é inferior ao de Komabayashi–Ingersoll, sendo geralmente mais realista para o ponto em que um planeta entra em um estado de efeito estufa descontrolado. Por exemplo, com os parâmetros usados para determinar um limite de Komabayashi–Ingersoll de 385 W/m², o limite de Simpson–Nakajima é de cerca de 293 W/m². Este limite considera uma troposfera convectiva com temperatura e pressão superficiais que determinam a profundidade óptica e a radiação de onda longa emitida na tropopausa.

### Limite de estufa úmida
O modelo usado para derivar o limite de Simpson–Nakajima, que inclui uma estratosfera cinzenta em equilíbrio radiativo e uma troposfera convectiva, também pode determinar a concentração de água em função da altitude. Assim, é possível calcular a temperatura superficial (ou o fluxo estelar) que resulta em uma alta razão de mistura de água na estratosfera. Embora este valor crítico de radiação de onda longa seja inferior ao limite de Simpson–Nakajima, ele ainda tem impactos significativos no clima de um planeta. Uma alta razão de mistura de água na estratosfera superaria os efeitos de uma armadilha fria, resultando em uma estratosfera "úmida", o que levaria à fotólise da água, destruindo a camada de ozônio e causando uma perda significativa de água por escape hidrodinâmico. Esse estado climático é chamado de efeito estufa úmido, pois o resultado final é um planeta sem água, embora a água líquida possa estar presente na superfície durante o processo.

## Conexão com a habitabilidade
O conceito de zona habitável é usado por cientistas planetários e astrobiólogos para definir uma região orbital ao redor de uma estrela onde um planeta (ou lua) pode sustentar água líquida. Sob esta definição, o limite interno da zona habitável (ou seja, o ponto mais próximo de uma estrela onde um planeta pode manter água líquida) é determinado pelo limite de radiação de onda longa além do qual o processo de efeito estufa descontrolado ocorre, como o limite de Simpson–Nakajima. Isso ocorre porque a distância de um planeta de sua estrela determina o fluxo estelar recebido, que, por sua vez, define a radiação de onda longa emitida de volta ao espaço. Embora o limite interno da zona habitável seja geralmente calculado com base no limite de Simpson–Nakajima, ele também pode ser determinado em relação ao limite de estufa úmida, com diferenças frequentemente pequenas.
O cálculo do limite interno da zona habitável depende fortemente do modelo utilizado para determinar os limites de Simpson–Nakajima ou de estufa úmida. Os modelos climáticos evoluíram ao longo do tempo, com alguns assumindo uma atmosfera cinzenta unidimensional, enquanto outros utilizam soluções completas de transferência radiativa para modelar as bandas de absorção de água e dióxido de carbono. Modelos anteriores usavam coeficientes de absorção de água do banco de dados HITRAN [en], enquanto modelos mais recentes utilizam o banco de dados HITEMP, mais preciso, resultando em valores diferentes para os limites de radiação térmica. Cálculos mais exatos foram realizados com modelos climáticos tridimensionais que consideram efeitos como rotação planetária, razões locais de mistura de água e feedbacks de nuvens. O impacto das nuvens nos cálculos dos limites de radiação térmica ainda é debatido, especialmente se as nuvens de água geram feedback positivo ou negativo.

## Efeito estufa descontrolado no Sistema Solar

### Vênus

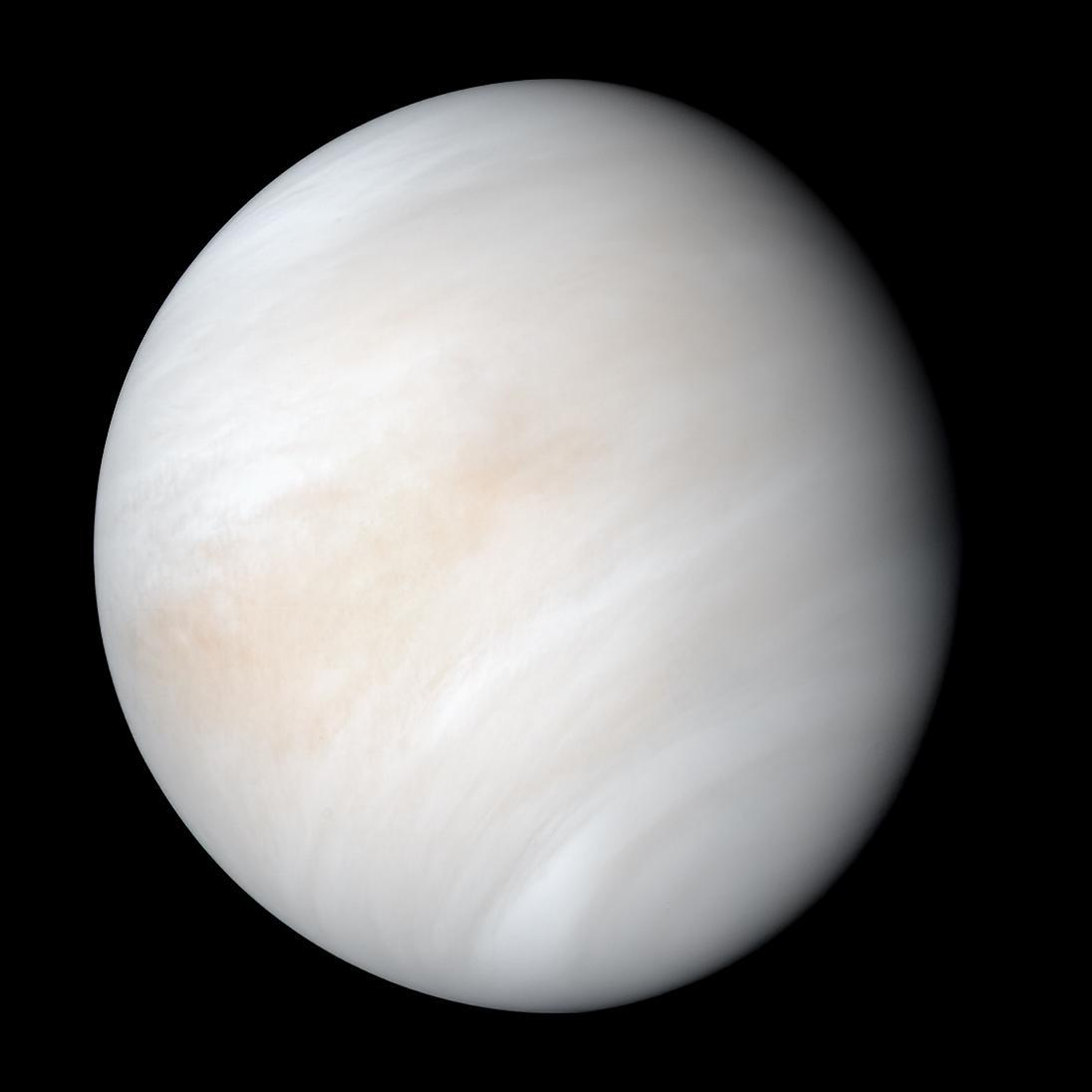
Os oceanos de Vênus podem ter evaporado devido a um efeito estufa descontrolado.

Um efeito estufa descontrolado envolvendo dióxido de carbono e vapor de água provavelmente ocorreu em Vênus. Nesse cenário, Vênus pode ter tido um oceano global se a radiação térmica emitida estivesse abaixo do limite de Simpson–Nakajima, mas acima do limite de estufa úmida. Com o aumento do brilho do Sol jovem, a quantidade de vapor de água na atmosfera cresceu, elevando a temperatura e intensificando a evaporação dos oceanos, até que estes evaporaram completamente.
Esse cenário explica por que há pouco vapor de água na atmosfera de Vênus hoje. Se Vênus inicialmente possuía água, o efeito estufa descontrolado hidratou sua estratosfera, e a água escapou para o espaço. Evidências incluem a alta razão de deutério para hidrogênio na atmosfera venusiana, cerca de 150 vezes maior que na Terra, já que o hidrogênio leve escapa mais facilmente que este seu isótopo mais pesado.
Vênus é aquecida intensamente pelo Sol, permitindo que o vapor de água suba mais alto na atmosfera, onde é dividido em hidrogênio e oxigênio pela luz ultravioleta. O hidrogênio escapa, enquanto o oxigênio se recombina ou se liga ao ferro na superfície. A falta de água em Vênus devido ao efeito estufa descontrolado explica por que o planeta não exibe características de tectônica de placas, sendo provavelmente um planeta com tampa estagnada [en].
O dióxido de carbono, o principal gás de efeito estufa na atmosfera venusiana atual, deve sua alta concentração à fraca reciclagem de carbono em comparação com a Terra, onde o dióxido de carbono emitido por vulcões é eficientemente subduzido por meio da tectônica de placas em escalas de tempo geológicas através do ciclo do carbonato-silicato [en], que requer precipitação para funcionar.

### Terra
Estudos iniciais sobre os níveis de dióxido de carbono atmosférico e o limite de efeito estufa descontrolado indicaram que seriam necessárias ordens de magnitude maiores de dióxido de carbono para levar a Terra a este estado. Isso ocorre porque o dióxido de carbono é muito menos eficaz em bloquear a radiação de onda longa em comparação com a água. Nos modelos atuais, o dióxido de carbono, especialmente de origem antropogênica, não parece capaz de fornecer o isolamento necessário para a Terra alcançar o limite de Simpson–Nakajima.
No entanto, há debates sobre se o dióxido de carbono pode elevar as temperaturas superficiais ao limite de estufa úmida. O cientista climático John Houghton escreveu em 2005 que "[não há] possibilidade de condições de efeito estufa descontrolado como as de Vênus ocorrerem na Terra". Por outro lado, o climatologista James Hansen afirmou em Storms of My Grandchildren [en] (2009) que a queima de carvão e a exploração de areias betuminosas [en] poderiam resultar em um efeito estufa descontrolado na Terra. Uma reavaliação em 2013 do papel do vapor de água nos modelos climáticos mostrou que o cenário de Hansen exigiria dez vezes a quantidade de CO2 que poderia ser liberada pela queima de todo o petróleo, carvão e gás natural na crosta terrestre.
As incertezas sobre se o CO2 pode desencadear um efeito estufa úmido decorrem de diferenças nas escolhas de modelagem e suas incertezas. A transição do uso do HITRAN para o HITEMP em cálculos de transferência radiativa revelou que os limites anteriores de efeito estufa descontrolado eram altos demais, mas a quantidade necessária de dióxido de carbono torna um estado de estufa úmida antropogênico improvável. Modelos tridimensionais completos indicaram que o limite de estufa úmida na temperatura superficial é maior do que o encontrado em modelos unidimensionais, exigindo mais dióxido de carbono para iniciar esse estado.
Outras complicações incluem se a atmosfera está saturada ou subsaturada em umidade, níveis mais altos de CO2 resultando em uma Terra menos quente devido à dispersão de Rayleigh, e se os feedbacks de nuvens estabilizam ou desestabilizam o sistema climático.
Na história climática da Terra, o termo "efeito estufa descontrolado" tem sido usado incorretamente para descrever mudanças climáticas de grande escala que não dependem da radiação de onda longa emitida. Embora a Terra tenha experimentado extremos climáticos, esses não são estados finais de evolução climática, mas sim equilíbrios climáticos distintos do atual. Por exemplo, grandes liberações de gases de efeito estufa podem ter ocorrido durante o Evento de extinção Permiano-Triássico ou o Máximo Térmico do Paleoceno-Eoceno. Durante 80% dos últimos 500 milhões de anos, a Terra esteve em um estado de estufa devido ao efeito estufa, sem geleiras continentais, com altos níveis de dióxido de carbono e outros gases de efeito estufa (como vapor de água e metano), e temperaturas da superfície do mar variando de 40 °C nos trópicos a 16 °C nas regiões polares.

#### Futuro distante
A maioria dos cientistas acredita que um efeito estufa descontrolado é inevitável a longo prazo, à medida que o Sol se torna mais luminoso com o envelhecimento, marcando o fim de toda a vida na Terra. Quando o Sol ficar 10% mais brilhante, em cerca de um bilhão de anos, a temperatura superficial da Terra alcançará 47 °C, a menos que o albedo seja suficientemente aumentado, fazendo com que os oceanos evaporem rapidamente até que a Terra se torne um planeta de estufa, semelhante a Vênus hoje.
A taxa atual de perda de água é de aproximadamente um milímetro de oceano por milhão de anos. Isso ocorre porque a camada superior fria da troposfera atua como uma armadilha fria, impedindo a perda permanente de água para o espaço, mesmo com o aquecimento global antropogênico. Isso também explica por que as mudanças climáticas intensificarão eventos climáticos extremos a curto prazo, já que uma atmosfera mais quente retém mais umidade, conforme a relação de Clausius-Clapeyron [en]. Isso tem sido superado por mudanças de curto prazo no nível do mar, como o atual aumento do nível do mar devido ao derretimento das geleiras e do gelo polar. No entanto, essa taxa está acelerando gradualmente, à medida que o Sol aquece, podendo atingir um milímetro a cada mil anos, até que a atmosfera se torne tão quente que a armadilha fria falhe, permitindo a perda rápida de água.
Ward e Brownlee preveem duas variações do aquecimento futuro: a "estufa úmida", onde o vapor de água domina a troposfera e começa a se acumular na estratosfera, e a "estufa descontrolada", onde o vapor de água se torna um componente dominante, levando a um aquecimento rápido que pode elevar a temperatura superficial a mais de 900 °C, derretendo toda a superfície e extinguindo a vida, talvez em uns três bilhões de anos. Em ambos os casos, a perda dos oceanos transformará a Terra em um mundo predominantemente desértico, com água remanescente apenas em pequenos lagos evaporantes perto dos polos e vastos salares onde antes estavam os oceanos, semelhantes ao Deserto de Atacama no Chile ou à Bacia de Badwater no Vale da Morte. Esses reservatórios podem sustentar vida por mais alguns bilhões de anos.
Com o aumento do brilho do Sol, os níveis de CO2 devem diminuir devido à maior atividade do ciclo do carbonato-silicato com o aumento da temperatura, mitigando parte do aquecimento. Eventualmente, com a perda de água, o ciclo de carbono cessará à medida que a tectônica de placas parar, já que a água é necessária como lubrificante para a atividade tectônica.

## Efeito refrigerador descontrolado
Marte e a Terra durante o período Criogeniano podem ter experimentado o oposto de um efeito estufa descontrolado: um efeito refrigerador descontrolado. Nesse processo, um feedback positivo descontrolado pode ter removido dióxido de carbono e vapor de água da atmosfera, resfriando o planeta. A água condensa na superfície, permitindo que o dióxido de carbono se dissolva e se ligue quimicamente a minerais, reduzindo o efeito estufa, diminuindo a temperatura e causando mais condensação. O resultado foram temperaturas mais baixas, com água congelada como permafrost subterrâneo, deixando uma atmosfera fina. Além disso, gelo e neve são muito mais reflexivos que água líquida, com um albedo de 50-70% e 85%, respectivamente. Isso significa que, à medida que a temperatura de um planeta diminui e mais água congela, sua capacidade de absorver luz é reduzida, tornando-o ainda mais frio, criando um ciclo de feedback positivo. Esse efeito, combinado com a redução de nuvens e vapor retendo calor, torna-se descontrolado quando a cobertura de neve e gelo atinge um certo limiar (dentro de 30 graus do equador), levando o planeta a um estado estável de Terra bola de neve.